# Aviator
Aviator Airport Alliance Europe AB (Aviator) er en svensk virksomhed, der står for håndtering af passagerer og baggage i 24 lufthavne i Norden og i Storbritannien. Aviator omsatte i 2013 på EUR 196 og beskæftiger mere end 3.000 medarbejdere.
Aviator blev stiftet i december 2010, da Aviator købte det svenske selskab Nordic Aero, og de to norske selskaber Røros Flyservice og Norport Ground Handling. I april 2011 udvidede de yderligere med købet af de danske selskaber Novia og Sturup Handling. Aviator er ejet af investeringsfonden Accent Equity 2008 majoritetsaktionæren sammen med Nordic Aero Holding, Aviator Airport Alliance AS, Aviator Airport Alliance Danmark A/S og Corporate Management. 

## Lufthavne der betjenes

### Danmark
- Københavns Lufthavn Kastrup

### Norge
- Oslo Gardermoen - Aalesund - Bardufoss - Bergen - Bodø - Haugesund - Kristiansand - Molde - Rygge - Stavanger - Tromsø - Trondheim - Torp

### Sverige
- Stockholm Arlanda - Gøteborg - Luleå - Malmø - Umeå - Visby

### England
- London Gatwick - Birmingham - Newcastle

### Finland
- Helsinki

## Kunder
- Air Berlin (Berlin/Tegel, Düsseldorf)
- Air France (Paris/Charles De Gaulle)
- Air Greenland (Kangerlussuaq, Narsarsuaq, Thule)
- Austrain Air (Wien samt Innsbruck (skicharter) om vinteren)
- AnadoluJet (Istanbul, Ankara)
- B&H Airlines (Sarajevo)
- British Airways (London/Heathrow)
- Brussels Airlines (Bruxelles)
- Corendon Airlines (Opdateres)
- Croatia Airlines (Zagreb)
- CSA Czech Airlines (Prag)
- Finnair (Helsinki)
- Iberia (Madrid)
- Vueling (Madrid/Barcelona)
- Jet Time (Primært charterdestinationer)
- KLM (Amsterdam)
- Norwegian (adskillige destinationer)
- Niki (Wien)
- Onur Air (Opdateres)
- Pegasus (Primært SAW (Istanbul))
- Emirates (Dubai)
- Swiss International Air Lines (Zürich & Basel)
- Syrian Air (Damascus)
- Thomas Cook (Udelukkednde charterdestination)
- Turkish Airlines (Istanbul)

## Historie

### Novia Danmark
Fra 1998 til 2014 foregik de danske aktiviteter under navnet Novia Danmark A/S. Selskabets primære opgave er at håndtere og ekspedere passagerer, bagage og fragt. Dets største og eneste konkurrent i Københavns Lufthavn er SAS-datterselskabet SAS Ground Handling. Samlet omsætter virksomheden for ca. 400 mio. kr. årligt og beskæftiger 400 ansatte i Sverige og 350 i Danmark. Hovedsædet er beliggende i Københavns Lufthavn. 
Tidligere forestod Novia også handlingen i Stockholm-Arlanda og Göteborg-Landvetter flygplats, men disse aktiviteter blev i 2008 frasolgt til Menzies Aviation.
Novia blev grundlagt i 1998 af Maersk Air og Luftfartsverket. I 2002 overtog Aviapartner halvdelen af aktierne i selskabet. Lars Thuesen ejede størsteparten af firmaet som privat invistor indtil 16. Marts 2011, virksomheden blev solgt til investeringsfonden Accent Equity 2008, hvor Aviator Airport overtager driften af Novia, som ejer virksomheden i dag. De ejer blandandet svenske Nordic Aero, som gik konkurs i Københavns lufthavn i 2008, samt Rørros flyservice, Norport Groundhandling og CFS (Copenhagen Flight Service som åbner i København til Juni 2011).
Den 20. maj 2014 blev Novia sammensat med sine andre stationer i Norge, Sverige, Finland og England, og fik navnet Aviator.

## Eksterne links
- Virksomhedens hjemmeside